# Кюршунова, Ирина Алексеевна
Ирина Алексеевна Кюршунова (род. 24 мая 1961 года, г. Петрозаводск) — российский филолог. Доктор филологических наук (2017). доцент кафедры русского языка ПетрГУ (с 2014 г.). Известна как автор «Словаря некалендарных личных имен, прозвищ и фамильных прозваний Северо-Западной Руси XV—XVII вв.» (2010).
Область научных интересов: историческая и современная региональная ономастика; историческая лексикология; русская диалектология; проблемы лексикографии; этнолингвистика; история Руси; проблемы теории номинации; межкультурная коммуникация; проблемы преподавания русского языка как иностранного.

## Биография
В 1983 окончила филологический факультет КГПИ.
С 2014 по настоящее время — доцент кафедры русского языка ПетрГУ.
С 1992 неизменный руководитель диалектологической экспедиции студентов на филологическом факультете, организатор и участник сборов материала по программам Лексического атласа русских народных говоров (в соответствии с планами Института лингвистических исследований РАН, СПб) и Энциклопедии российских деревень (Москва).
В 1983—1987 гг. — учитель русского языка в СОШ № 37 г. Петрозаводска.
1987 г. — ассистент кафедры методики начального обучения педагогического факультета КГПИ.
В 1988 поступила в заочную (с 1989 в очную) аспирантуру Вологодского педагогического университета на кафедру русского языка (научный руководитель профессор Ю. И. Чайкина).
По окончании аспирантуры — ассистент (с 1991), старший преподаватель (с 1994), доцент (с 1997) кафедры русского языка КГПИ филологического факультета, заместитель заведующего кафедрой (с 1999), заведующий кафедрой (с 2003 по 2013).
В 1994 в специализированном совете Вологодского пединститута защитила кандидатскую диссертацию по славянской антропонимии Карелии, в которой был аргументирован новый важный источник изучения древнерусского апеллятивного словаря.
С 2014 г. по наст. время — доцент кафедры русского языка ПетрГУ, одновременно с 2018 г. — доцент кафедры русского языка как иностранного.
Кюршунова, Ирина Алексеевна.
Славянская антропонимия Карелии XV-XVII веков в связи с реконструкцией лексики донационального периода : диссертация … кандидата филологических наук : 10.02.01. — Вологда, 1994. — 248 с. + Прил. (423 с.).

## Общественная позиция
В феврале 2022 подписала открытое письмо российских учёных и научных журналистов с осуждением вторжения России на Украину и призывом вывести российские войска с украинской территории.